# Spiroctenus lusitanus
Spiroctenus lusitanus är en spindelart som beskrevs av Pelegrín Franganillo Balboa 1920. 
Spiroctenus lusitanus ingår i släktet Spiroctenus och familjen Nemesiidae. Artens utbredningsområde är Portugal. Inga underarter finns listade i Catalogue of Life.